# Callow Hill (Redditch)
Callow Hill – wieś w Anglii, w hrabstwie Worcestershire, w dystrykcie Redditch. Leży 21 km na północny wschód od miasta Worcester i 153 km na północny zachód od Londynu.